# Don Juan (Gonzalo Torrente Ballester)
Don Juan es el título de una novela de Gonzalo Torrente Ballester publicada en 1963 en Ediciones Destino. La obra constituye una reinterpretación del mito literario de Don Juan, popularizado por Tirso de Molina en El burlador de Sevilla, uno de los clásicos del Siglo de Oro español.  